# Edyta
Edyta – imię żeńskie pochodzenia angielskiego. Imię pochodzące od staroangielskiego ead i starogermańskiego od- pomyślność, szczęście, oraz od staroangielskiego gyth i starogermańskiego gunt – walka.
Zdrobnienia: Edytka, Edzia, Dysia.
Edyta imieniny obchodzi: 9 sierpnia, 16 września i 5 grudnia.

## Statystyka
W 2021 roku imię Edyta nosiło w całej Polsce 114 749 osób, co plasowało to imię na 59. miejscu na liście najpopularniejszych w kraju imion żeńskich.

## Kobiety o tym imieniu
- Edith Bosch – holenderska judoczka
- Edie Brickell – amerykańska piosenkarka
- Édith Cresson – francuska polityk, była premier Francji
- Edita Gruberová – słowacka śpiewaczka
- Edith Haisman – jedna z najdłużej żyjących pasażerek Titanica.
- Edith Hannam – brytyjska tenisistka
- Edith McGuire – amerykańska sprinterka
- Edith Nesbit – angielska pisarka
- Édith Piaf – francuska pieśniarka
- Edith Roosevelt – amerykańska pierwsza dama
- Edie Sedgwick – amerykańska aktorka
- Edith Wilson – amerykańska pierwsza dama
- Edyta Angielska – angielska księżniczka
- Edyta Bartosiewicz – polska piosenkarka
- Edyta Luiza Cavell – brytyjska pielęgniarka
- Edyta Geppert – polska piosenkarka
- Edyta Górniak – polska piosenkarka
- Edyta Herbuś – polska aktorka, modelka i tancerka
- Edyta Jakubiec – polska szachistka
- Edyta Jasińska – polska kolarka
- Edyta Jungowska – polska aktorka
- Edyta Korotkin-Adamowska – polska łuczniczka
- Edyta Krzemień – polska aktorka
- Edyta Kubik – polska polityk
- Edyta Kucharska – polska siatkarka
- Edyta Lewandowska – polska dziennikarka
- Edyta Lewandowska – polska lekkoatletka
- Edith Miklós – węgierska narciarka alpejska
- Edyta Olszówka – polska aktorka
- Edyta Piecha – rosyjska piosenkarka
- Edyta Ropek – polska mistrzyni świata we wspinaczce sportowej
- Edyta Rzenno – polska siatkarka
- Edyta Stein – święta, patronka Europy, doktor kościoła, filozof, zakonnica-karmelitanka bosa
- Edyta Suchacka – polska dziennikarka
- Edyta Wojtczak – polska spikerka telewizyjna

## Postacie fikcyjne
- Edyta Lausch – kuzynka Hansa Klossa z serialu Stawka większa niż życie grana przez Aleksandrę Zawieruszankę
- Edith Artois – postać z brytyjskiego serialu ’Allo ’Allo!; żona René Artois, właściciela kawiarni, grana przez Carmen Silverę